# Refuge des Grandes Jorasses
Le refuge des Grandes Jorasses ou refuge Boccalatte, nom complet refuge Gabriele Boccalatte et Mario Piolti, est un refuge du versant italien du massif du Mont-Blanc, sur la commune de Courmayeur. Il appartient à la section de Turin du Club alpin italien.

## Géographie
Il est situé à 2 804 mètres d'altitude, sur un rognon rocheux entre les glaciers de Planpincieux et des Grandes-Jorasses.
Il s'atteint en 3 h depuis le hameau Planpincieux, par un sentier escarpé.

## Histoire
La première cabane de bois a été construite en 1881, et rénovée en 1944 et 1984. Appelé initialement refuge des Grandes Jorasses, il est rebaptisé en l'honneur des alpinistes italiens Gabriele Boccalatte et Mario Piolti, morts en 1938 à l'aiguille de Triolet.

## Ascensions
C'est le point de départ pour la voie normale des Grandes Jorasses.